# Перлівка одноцвіта
Перлівка одноцвіта, перлівка одноквіткова (Melica uniflora) — вид трав'янистих рослин з родини злакові (Poaceae), поширений у пн.-зх. Африці, Європі й зх. Азії.

## Опис
Багаторічна рослина 20–60 см заввишки. Рослина пухко-дерновинна, з повзучими кореневищами. Стебла тонкі, слабкі. Волоть рі́дка, з довгими тонкими, що вгору стирчать гілочками і небагатьма колосками. Колоски з 1 розвиненою плодючою квіткою, 5–6 мм довжиною, прямостоячі, сидять на прямих ніжках. Листові пластинки завдовжки 5–200 см, 3–70 мм шириною; поверхня шорстка знизу; волохата зверху. Волоть довжиною 6–220 см, шириною 1–120 см. Зернівка еліпсоїдна, 3.5 мм завдовжки.

## Поширення
Поширений у пн.-зх. Африці (Марокко, Алжир, Туніс), Європі крім сходу й зх. Азії (Туреччина, Азербайджан, Вірменія, Грузія, пн.-зх. Іран, Сирія).
В Україні вид зростає у сухих, свіжих і вологих типах скельнодубових і букових лісів — у південно-західних лісових і лісостепових районах та Закарпатті, зрідка.